# 陳芸田
陳芸田（1908年6月9日—1989年12月5日），字初元，湖南省湘鄉縣白楊鄉石頭沖人，民國37年（1948年）在商業團體中區（湖南、湖北、江西、河南四省、漢口市）當選第一屆立法委員。

## 生平[1][2]
- 湖南省商會聯合會理事長
- 湘鄉會館東漣小學校長
- 創辦聚豐疋頭莊、邵陽商會常務理事、綢布業公會理事長
- 創辦湖南投資公司和湖南企業公司
- 湖南省救濟院院長
- 第一屆立法委員，曾出席第一會期經濟及資源委員會、財政及金融委員會、商事法委員會，1951年6月註銷名籍[3]
- 中國民主建國會湖南省委副主委
- 湖南省工商聯主委
- 湖南省第四屆政協副主席
- 湖南省第六、七屆人大常委會副主任
- 第六屆全國政協委員
- 民建中央委員
- 全國工商聯常委
- 湖南省國際信託投資公司董事長兼總經理
- 湖南省經濟開發公司董事長